# Halowe Mistrzostwa Świata w Lekkoatletyce 1999
7. Halowe Mistrzostwa Świata w Lekkoatletyce – zawody sportowe, które rozegrane zostały w dniach 5-7 marca 1999 w Maebashi w hali Green Dome.

## Rezultaty

### Mężczyźni
| Konkurencja                           | 1. miejsce                                                                                         | Wynik     | 2. miejsce                                                                 | Wynik     | 3. miejsce                                                                                   | Wynik     |
| ------------------------------------- | -------------------------------------------------------------------------------------------------- | --------- | -------------------------------------------------------------------------- | --------- | -------------------------------------------------------------------------------------------- | --------- |
| Bieg na 60 m (szczegóły)              | Maurice Greene                                                                                     | 6,42      | Tim Harden                                                                 | 6,43      | Jason Gardener                                                                               | 6,46 · =  |
| Bieg na 200 m (szczegóły)             | Frankie Fredericks                                                                                 | 20,10     | Obadele Thompson                                                           | 20,26     | Kevin Little                                                                                 | 20,48     |
| Bieg na 400 m (szczegóły)             | Jamie Baulch                                                                                       | 45,73     | Milton Campbell                                                            | 45,99     | Alejandro Cárdenas                                                                           | 46,02     |
| Bieg na 800 m (szczegóły)             | Johan Botha                                                                                        | 1:45,47   | Wilson Kipketer                                                            | 1:45,49   | Nico Motchebon                                                                               | 1:45,74   |
| Bieg na 1500 m (szczegóły)            | Haile Gebrselassie                                                                                 | 3:33,77   | Laban Rotich                                                               | 3:33,98   | Andrés Manuel Díaz                                                                           | 3:34,46   |
| Bieg na 3000 m (szczegóły)            | Haile Gebrselassie                                                                                 | 7:53,57   | Paul Bitok                                                                 | 7:53,79   | Millon Wolde                                                                                 | 7:53,85   |
| Bieg na 60 m przez płotki (szczegóły) | Colin Jackson                                                                                      | 7,38      | Reggie Torian                                                              | 7,40      | Falk Balzer                                                                                  | 7,44      |
| Sztafeta 4 × 400 m (szczegóły)        | Stany Zjednoczone Andre Morris · Dameon Johnson · Deon Minor · Milton Campbell · Khadevis Robinson | 3:02,83   | Polska Piotr Haczek · Jacek Bocian · Piotr Rysiukiewicz · Robert Maćkowiak | 3:03,01   | Wielka Brytania Allyn Condon · Solomon Wariso · Adrian Patrick · Jamie Baulch · Sean Baldock | 3:03,20   |
| Skok wzwyż (szczegóły)                | Javier Sotomayor                                                                                   | 2,36      | Wiaczesław Woronin                                                         | 2,36      | Charles Austin                                                                               | 2,33      |
| Skok o tyczce (szczegóły)             | Jean Galfione                                                                                      | 6,00      | Jeff Hartwig                                                               | 5,95      | Danny Ecker                                                                                  | 5,85      |
| Skok w dal (szczegóły)                | Iván Pedroso                                                                                       | 8,62 ·    | Yago Lamela                                                                | 8,56      | Erick Walder                                                                                 | 8,30      |
| Trójskok (szczegóły)                  | Charles Friedek                                                                                    | 17,18     | LaMark Carter                                                              | 16,98     | Zsolt Czingler                                                                               | 16,98     |
| Pchnięcie kulą (szczegóły)            | Ołeksandr Bahacz                                                                                   | 21,41     | John Godina                                                                | 21,06     | Jurij Biłonoh                                                                                | 20,89     |
| Siedmiobój (szczegóły)                | Sebastian Chmara                                                                                   | 6386 pkt. | Erki Nool                                                                  | 6374 pkt. | Roman Šebrle                                                                                 | 6319 pkt. |

Bułgarskiemu trójskoczkowi Rostisławowi Dimitrowowi anulowano wyniki, jak również został jemu odebrany srebrny medal po tym, jak udowodniono mu stosowanie dopingu.

### Kobiety
| Konkurencja                           | 1. miejsce                                                                           | Wynik     | 2. miejsce                                                              | Wynik     | 3. miejsce                                                                                        | Wynik     |
| ------------------------------------- | ------------------------------------------------------------------------------------ | --------- | ----------------------------------------------------------------------- | --------- | ------------------------------------------------------------------------------------------------- | --------- |
| Bieg na 60 m (szczegóły)              | Ekaterini Tanu                                                                       | 6,96      | Gail Devers                                                             | 7,02      | Philomena Mensah                                                                                  | 7,07      |
| Bieg na 200 m (szczegóły)             | Ionela Târlea                                                                        | 22,39     | Swietłana Gonczarienko                                                  | 22,69     | Pauline Davis                                                                                     | 22,70     |
| Bieg na 400 m (szczegóły)             | Grit Breuer                                                                          | 50,80     | Falilat Ogunkoya                                                        | 51,25     | Jearl Miles-Clark                                                                                 | 51,45     |
| Bieg na 800 m (szczegóły)             | Ludmila Formanová                                                                    | 1:56,90   | Maria Mutola                                                            | 1:57,17   | Natalja Cyganowa                                                                                  | 1:57,40   |
| Bieg na 1500 m (szczegóły)            | Gabriela Szabó                                                                       | 4:03,23   | Violeta Beclea                                                          | 4:03,53   | Lidia Chojecka                                                                                    | 4:05,86   |
| Bieg na 3000 m (szczegóły)            | Gabriela Szabó                                                                       | 8:36,42   | Zahra Ouaziz                                                            | 8:38,43   | Regina Jacobs                                                                                     | 8:39,14   |
| Bieg na 60 m przez płotki (szczegóły) | Olga Szyszygina                                                                      | 7,86      | Glory Alozie                                                            | 7,87      | Keturah Anderson                                                                                  | 7,90      |
| Sztafeta 4 × 400 m (szczegóły)        | Rosja Tatjana Czebykina · Swietłana Gonczarienko · Olga Kotlarowa · Natalja Nazarowa | 3:24,25   | Australia Susan Andrews · Tania Van Heer · Tamsyn Lewis · Cathy Freeman | 3:26,87   | Stany Zjednoczone Monique Hennagan · Michelle Collins · Zundra Feagin-Alexander · Shanelle Porter | 3:27,59   |
| Skok wzwyż (szczegóły)                | Christina Kałczewa                                                                   | 1,99      | Zuzana Hlavoňová                                                        | 1,96      | Tisha Waller                                                                                      | 1,96      |
| Skok o tyczce (szczegóły)             | Nastia Ryshich                                                                       | 4,50      | Vala Flosadóttir                                                        | 4,45      | Nicole Humbert Zsuzsanna Olgyay-Szabó                                                             | 4,35      |
| Skok w dal (szczegóły)                | Tatjana Kotowa                                                                       | 6,86      | Shana Williams                                                          | 6,82      | Iwa Prandżewa                                                                                     | 6,78      |
| Trójskok (szczegóły)                  | Ashia Hansen                                                                         | 15,02     | Iwa Prandżewa                                                           | 14,94     | Šárka Kašpárková                                                                                  | 14,87     |
| Pchnięcie kulą (szczegóły)            | Swietłana Kriwielowa                                                                 | 19,08     | Krystyna Zabawska                                                       | 19,00     | Teri Steer                                                                                        | 18,86     |
| Pięciobój (szczegóły)                 | DeDee Nathan                                                                         | 4753 pkt. | Irina Biełowa                                                           | 4691 pkt. | Urszula Włodarczyk                                                                                | 4596 pkt. |

Za stosowanie dopingu zostały zdyskwalifikowane sprinterka Inger Miller (straciła tym samym brązowy medal w biegu na 60 m) oraz kulomiotki Wita Pawłysz i Irina Korżanienko (utraciły odpowiednio złoty i srebrny medal).

## Klasyfikacja medalowa
| Miejsce | Państwo           | Złoto | Srebro | Brąz | Razem |
| ------- | ----------------- | ----- | ------ | ---- | ----- |
| 1.      | Stany Zjednoczone | 3     | 8      | 8    | 19    |
| 2.      | Rosja             | 3     | 3      | 1    | 7     |
| 3.      | Rumunia           | 3     | 1      | 0    | 4     |
| 4.      | Niemcy            | 3     | 0      | 4    | 7     |
| 5.      | Wielka Brytania   | 3     | 0      | 2    | 5     |
| 6.      | Etiopia           | 2     | 0      | 1    | 3     |
| 7.      | Kuba              | 2     | 0      | 0    | 2     |
| 8.      | Polska            | 1     | 2      | 2    | 5     |
| 9.      | Czechy            | 1     | 1      | 2    | 4     |
| 10.     | Bułgaria          | 1     | 1      | 1    | 3     |
| 11.     | Ukraina           | 1     | 0      | 1    | 2     |
| 12.     | Francja           | 1     | 0      | 0    | 1     |
| 12.     | Grecja            | 1     | 0      | 0    | 1     |
| 12.     | Kazachstan        | 1     | 0      | 0    | 1     |
| 12.     | Namibia           | 1     | 0      | 0    | 1     |
| 12.     | Południowa Afryka | 1     | 0      | 0    | 1     |
| 17.     | Kenia             | 0     | 2      | 0    | 2     |
| 17.     | Nigeria           | 0     | 2      | 0    | 2     |
| 19.     | Hiszpania         | 0     | 1      | 1    | 2     |
| 20.     | Australia         | 0     | 1      | 0    | 1     |
| 20.     | Barbados          | 0     | 1      | 0    | 1     |
| 20.     | Dania             | 0     | 1      | 0    | 1     |
| 20.     | Estonia           | 0     | 1      | 0    | 1     |
| 20.     | Islandia          | 0     | 1      | 0    | 1     |
| 20.     | Maroko            | 0     | 1      | 0    | 1     |
| 20.     | Mozambik          | 0     | 1      | 0    | 1     |
| 27.     | Kanada            | 0     | 0      | 2    | 2     |
| 27.     | Węgry             | 0     | 0      | 2    | 2     |
| 29.     | Bahamy            | 0     | 0      | 1    | 1     |
| 29.     | Meksyk            | 0     | 0      | 1    | 1     |
| Razem   | Razem             | 28    | 28     | 29   | 85    |